# Euchalcia modesta
Euchalcia modestoides là một loài bướm đêm trong họ Noctuidae.